# Walter Powers
Walter Powers III (Boston, 4 agosto 1946) è un musicista statunitense, conosciuto principalmente per essere stato membro del gruppo rock The Velvet Underground dalla fine del 1970 alla fine del 1971.
Prima di entrare nei Velvet Underground, Powers aveva suonato insieme a Willie Alexander (suo futuro partner nei Velvet) nella band The Lost dal 1964 al 1967, che era stata in tour con i Beach Boys, e dal 1967 con Alexander e un altro prossimo membro dei Velvet, Doug Yule, nei The Grass Menagerie.
Quando Lou Reed lasciò i Velvet Underground a fine agosto 1970, Doug Yule assunse la leadership del gruppo e si spostò alla chitarra e al canto. Yule chiese a Powers di raggiungerlo nei Velvet per occuparsi del basso, strumento che in precedenza suonava lui; Powers suonò il suo primo concerto con la band il 19 novembre 1970 a Bryn Mawr, Pennsylvania. A fine 1970, la band, che all'epoca era costituita da Yule, Powers, Sterling Morrison e Maureen Tucker, registrò due canzoni per la Atlantic Records, le composizioni di Doug Yule Friends e She'll Make You Cry, inedite a tutt'oggi (entrambi i brani saranno poi ri-registrati con differenti musicisti per l'album del 1973 Squeeze).
Durante il 1971, i Velvet Underground suonarono in giro per gli Stati Uniti d'America e successivamente si imbarcarono in un tour in Europa in supporto all'album Loaded, esibendosi in Inghilterra, Scozia e Paesi Bassi. Finito il tour, il 21 novembre 1971 a Groningen, il gruppo aveva in programma di iniziare a registrare un nuovo album di studio, ma il manager della band Steve Sesnick decise di rispedire a casa tutti tranne Doug Yule, presumibilmente per avere il totale controllo dell'operazione (l'album Squeeze). L'avvenimento sancì la definitiva fine del periodo di Powers nel gruppo.
Nel 1982 Powers e Alexander hanno fatto insieme una serie di concerti in Francia; da allora Powers sembra avere abbandonato la carriera musicale essendo ritornato a Boston per lavorare in una biblioteca.

## Discografia parziale

### Con i Velvet Underground
- Final V.U. 1971-1973 (registrazioni del 1971 - 1973, pubblicato nel 2001)